# Daniel de Solier
Daniel de Solier (Buenos Aires, 23 de agosto de 1845 - Río de la plata, 17 de junio de 1903) fue un militar argentino que tras luchar en el Ejército Argentino en la Guerra de la Triple Alianza desarrolló una destacada carrera en la Armada Argentina alcanzando la jefatura de esa fuerza.

## Biografía
Daniel de Solier nació en la Ciudad de Buenos Aires, Argentina, el 23 de agosto de 1845, hijo del francés Silvain de Solier y de la porteña Carolina del Rosario Mercedes Josefa Vicenta de Lezica.
Tras una educación esmerada que incluyó frecuentes viajes a Europa, abandonó sus estudios de abogacía en 1865 al estallar la Guerra del Paraguay e ingresó como subteniente al Regimiento N° 1 de Infantería de Línea.
Participó de la batalla de Yatay, sitio y toma de Uruguayana, Estero Bellaco, Tuyutí, Yataití Corá y en la Batalla de Curupaytí, donde fue gravemente herido y rescatado a la grupa de su caballo por su amigo el entonces capitán Julio Argentino Roca.
El 22 de septiembre de 1867 fue dado de baja del ejército aliado siendo promovido a teniente 1.º. En 1872 proyectó junto a Carlos Carranza el tendido de una avenida de 50 m de ancho que abarcaría desde la avenida Rivadavia hasta Victoria (actual Hipólito Yrigoyen) y correría desde la Plaza de Mayo hasta Once, antecedente directo de la Avenida de Mayo.
En 1874 luchó con el grado de teniente coronel de Guardias Nacionales en la Batalla de La Verde. Ese año donó las tierras para la creación del pueblo de Valentín Alsina (Buenos Aires), convirtiéndose en su virtual fundador.
El 23 de febrero de 1876 pasó a revistar en la Armada Argentina con el grado de teniente coronel de marina efectivo. Fue comisionado para levantar planos de la isla Martín García y sus canales adyacentes. En 1876 al mando de la bombardera República intervino en la campaña contra la tercera Rebelión Jordanista.
Fue destinado como agregado militar en la legación argentina en Inglaterra. Cursó estudios de perfeccionamiento naval en el Observatorio Astronómico de Toulón. Aprovechando su estancia en ese continente, siguió de cerca el desarrollo de las operaciones de la Guerra Ruso-Turca (1877-1878).
Regresó a la Argentina en 1878, haciéndose cargo del mando de la República hasta 1880. Durante esos años asistió a la Campaña del Río Negro y formó parte de la Expedición Py a las márgenes del río Santa Cruz.
En 1880 viajó nuevamente a Europa para incorporarse como segundo del transporte Villarino que construido en Francia se preparaba para partir a Buenos Aires al mando de Ceferino Ramírez, transportando los restos mortales del general José de San Martín.
Asumió ese mismo año el mando del buque y participó de la represión de la Revolución de 1880. Pacificada la ciudad, fue promovido a coronel graduado.
Ejerció el mando del Villarino hasta 1881 y el 18 de enero de ese año pasó a desempeñarse como primer jefe del Estado Mayor de la Armada, hasta que renunció y fue reemplazado por Antonio Somellera.
En 1882 fue elegido diputado nacional en representación de la provincia de Buenos Aires. Mientras continuaba en su mandato en 1884 recibió los despachos de coronel efectivo y puesto al mando de la corbeta La Argentina, que se construía en Trieste. Solier se trasladó a esa ciudad a bordo del vapor Norteamérica, zarpando con el buque a su mando rumbo a Buenos Aires el 17 de mayo de ese año transportando 30 cadetes de la Escuela Naval con sus profesores. Finalizó ese viaje inaugural y de instrucción el 18 de octubre, fecha en que arribó a Buenos Aires.
En 1886 fue designado jefe de la División Torpedos. En 1887 fue nombrado presidente de la Comisión Inspectora de la Armada y en 1890 fue puesto nuevamente al frente de la División Torpedos, desempeñando además el cargo de director de la Escuela de Torpedistas.
Durante la revolución de 1890, desde el ariete torpedero Maipú comandó la escuadra que reprimió el movimiento rebelde, siendo luego promovido a contralmirante. En julio de 1892 partió a España al mando de la flota para participar de los festejos en ese país por el cuarto centenario del descubrimiento de América, participando del mismo pese al trágico naufragio del torpedero Rosales.
En 1893 asumió el mando de la escuadra logrando la rendición del monitor sublevado Los Andes. Ese año se vio envuelto como padrino del coronel Carlos Sarmiento en el duelo en que murió Lucio Vicente López. Lueggo asumió la jefatura del Estado Mayor General de Marina sucediendo al comodoro de marina Rafael Blanco.
En 1895, al igual que el general Francisco Bosch, elevó una nota pública al presidente José Evaristo Uriburu en la que 

"...recapitula todas las proposiciones hechas al superior por el jefe del estado mayor, se extiende en diversas consideraciones, reabre el capítulo de las pólvoras, los proyectiles, los comandos, y entre otras cosas, como pieza principal del fuego de artificio, las apreciaciones sumamente graves sobre la capacidad de algunos jefes de la armada a quienes el Ministerio de la Guerra ha confiado investigaciones de carácter científico que requieren una vasta ilustración técnica. El tono de la nota, es de esos que no se pueden soportar sin que la tolerancia se asemeje a cobardía: en toda ella campea un espíritu singularmente agresivo, una despreocupación deprimente para el superior, de los principios más elementales de subordinación y respeto, y conociéndola por referencias autorizadas, creímos encontrar en los diarios de esta mañana, la noticia de la exoneración del contralmirante Solier y tal vez su conjuración a bordo de un buque de la escuadra, para dar ejemplo de enérgica represión a los excesos de palabra y a las faltas de respeto en las relaciones de subordinados y jefes. Para nada de esto ha sucedido. Ni el ministro ha renunciado, ni ha sido reprimida la ostentosa indisciplina del jefe de estado mayor. Hasta cuando durará esta situación, solo puede fijarse midiendo el achatamiento ministerial y la vizcosa blandura del carácter presidencial"
"Otra Nota del E. M de Marina", El Diario, 24 de agosto de 1895.

.
Las notas de Bosch y Solier no fueron observaciones "en las que respetuosamente se expongan deficiencias administrativas o se propongan medidas, y reformas; son recriminaciones, denuncias, verdaderas acusaciones, en que se delata ante el país, los errores, las torpezas, la indolencia criminal, que según ellos, acusa la conducta del superior..." que de ser atendidas justificaban "un juicio político, por la gravedad de las imputaciones que hace al presidente y sus consejeros, y nos parece que por acendrados que sean los móviles patrióticos que puedan inspirar esa denuncia, no cuadra bien en boca de un subalterno, cuyo deber más elemental es el respeto al país y la disciplina, rendido en la persona del primer magistrado".
El público desprecio puesto de manifiesto al acusar a su superior en términos violentísimos del supuesto desquicio existente en el ejército y en la marina provocó que Uriburu ordenara en principio la inmediata prisión de esos militares, pero al no hacerla efectiva fomentó la anarquía en el ejército y puso en evidencia su falta de autoridad.
Entre 1899 y 1900 fue jefe del Arsenal de Río Santiago. Asumió luego el comando de la División Naval Bahía Blanca, realizando el siguiente año maniobras que se extendieron hasta Ushuaia. Fue promovido a vicealmirante, en ese momento la mayor jerarquía de la fuerza.
En 1902 integró la delegación enviada a Chile en cumplimiento de los pactos y a los efectos de tratar cuestiones de límites y de la reducción mutua de armamentos navales. Partió al mando del crucero acorazado San Martín acompañado por el teniente general Luis María Campos.
De regreso de su misión, ya anciano y enfermo, murió de un síncope cardíaco el 17 de junio de 1903 navegando en el yate Varuna en un crucero entre Montevideo y Punta del Este. Se encontraba en cubierta cuando sufrió el ataque, su cuerpo cayó al agua pero pudo ser recuperado y trasladado a Buenos Aires a bordo del crucero 9 de Julio, siendo inhumado el 21 de ese mes.
Había sido condecorado por el gobierno argentino, y por los gobiernos uruguayo y brasilero (Guerra de la Triple Alianza), español (del Mérito Naval), italiano (San Mauricio y San Lázaro) y del Instituto de Ciencias de París por sus observaciones astronómicas del tránsito del planeta Venús, realizadas en 1882.
Estaba casado con María Livot, hija de Jean Livot. Su hijo Daniel de Solier y Livot alcanzó el grado de coronel del ejército.
Calles de la ciudad de Buenos Aires y de Bahía Blanca llevan su nombre.